# Qualificazioni ai Giochi della XVII Olimpiade (Medio Oriente)
Di seguito sono elencati gli incontri con relativo risultato della zona del Medio Oriente per le qualificazioni a Roma 1960.

## Formula
Le 3 partecipanti vennero riunite in un girone all'italiana, la cui vincente si sarebbe qualificata alle Olimpiadi.

## Risultati
Il Libano si ritirò dopo i primi due incontri.
| Squadra | P.ti | G | V | N | P | GF | GS | DR  |
| ------- | ---- | - | - | - | - | -- | -- | --- |
| Turchia | 4    | 2 | 2 | 0 | 0 | 10 | 3  | +7  |
| Iraq    | 4    | 4 | 2 | 0 | 2 | 14 | 10 | +4  |
| Libano  | 0    | 2 | 0 | 0 | 2 | 0  | 11 | -11 |

|  | Libano | 0 – 3 | Iraq |  |

|  | Iraq | 8 – 0 | Libano |  |

|  | Turchia | 7 – 1 | Iraq |  |

|  | Iraq | 2 – 3 | Turchia |  |

|  | Libano | – | Turchia |  |

|  | Turchia | – | Libano |  |